# Perú en la clasificación de Conmebol para la Copa Mundial de Fútbol de 1962
La Selección de fútbol del Perú fue una de las nueve selecciones de fútbol que participaron en la clasificación de Conmebol para la Copa Mundial de Fútbol de 1962, en la que se definieron los representantes de Conmebol para la Copa Mundial de Fútbol de 1962, que se desarrolló en Chile.

## Sistema de juego
Para la Copa Mundial de Fútbol de 1962 de Chile, la Conmebol disponía de 3 plazas de las 16 habilitadas para el mundial. Por lo que un total de 6 selecciones se disputaron las 3 plazas. Los 6 equipos se repartieron en tres parejas para definir a los tres sudamericanos restantes, Chile estaba clasificado por ser dueño de casa y Brasil por ser el campeón vigente. A Sudamérica le correspondían los grupos eliminatorios 11, 12 y 13, para establecer 3 de las 14 plazas en disputa.

## Tabla final de posiciones
| Equipo    | Pts | PJ | PG | PE | PP | GF | GC | Dif |
| --------- | --- | -- | -- | -- | -- | -- | -- | --- |
| Argentina | 4   | 2  | 2  | 0  | 0  | 11 | 3  | 8   |
| Uruguay   | 3   | 2  | 1  | 1  | 0  | 3  | 2  | 1   |
| Colombia  | 3   | 2  | 1  | 1  | 0  | 2  | 1  | 1   |
| Bolivia   | 1   | 2  | 0  | 1  | 1  | 2  | 3  | -1  |
| Perú      | 1   | 2  | 0  | 1  | 1  | 1  | 2  | -1  |
| Ecuador   | 0   | 2  | 0  | 0  | 2  | 3  | 11 | -8  |

## Partidos

### Grupo 3
| 30 de abril de 1961 | Colombia               | 1:0 (1:0) | Perú | El Campín, Bogotá                |                                  |
|                     | Héctor González Garzón |           |      | Árbitro(s): Jorge Luis Praddaude | Árbitro(s): Jorge Luis Praddaude |

| 7 de mayo de 1961 | Perú                 | 1:1 (1:1) | Colombia          | Estadio Nacional, Lima     |                            |
|                   | Chino Delgado 3' (p) |           | Germán Aceros 68' | Árbitro(s): Esteban Marino | Árbitro(s): Esteban Marino |

## Jugadores
Jugadores que participaron en la Clasificación a la Copa Mundial 1962:
| Nombre               | Posición      | Clubes                    |
| -------------------- | ------------- | ------------------------- |
| Rigoberto Felandro   | Portero       | Deportivo Municipal       |
| Fernando Cárpena     | Portero       | Sport Boys                |
| José Fernández       | Defensa       | Universitario de Deportes |
| Adolfo Calenzani     | Defensa       | Sport Boys                |
| Luis Calderón        | Mediocampista | Universitario de Deportes |
| Willy Fleming        | Mediocampista | Deportivo Municipal       |
| Juan de la Vega      | Mediocampista | Alianza Lima              |
| Luis Cruzado Sánchez | Mediocampista | Universitario de Deportes |
| Óscar Montalvo       | Mediocampista | Deportivo de La Coruña    |
| Roberto "Tito" Drago | Delantero     | Deportivo Municipal       |
| Óscar Huapaya        | Delantero     | Deportivo Municipal       |
| José Carrasco        | Delantero     | Deportivo Municipal       |
| Ángel Uribe          | Delantero     | Universitario de Deportes |
| Faustino Delgado     | Delantero     | Sporting Cristal          |